# Tilman Fertitta

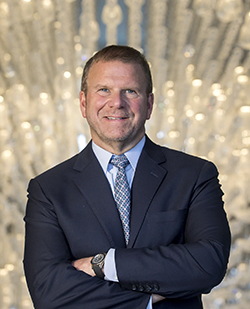
Tilman Fertitta (2018)

Tilman Joseph Fertitta (* 25. Juni 1957 in Galveston, Texas) ist ein US-amerikanischer Unternehmer. Er ist der Besitzer von Fertitta Entertainment, einer Holdinggesellschaft, die Restaurants, Hotels, Casinos, Freizeitparks und weitere Unterhaltungsstätten betreibt. Seit 2017 besitzt er außerdem die Houston Rockets, ein NBA-Franchise. Das Forbes Magazine schätzte sein Vermögen im Mai 2025 auf knapp 10,7 Milliarden US-Dollar.
Am 21. Dezember 2024 wurde Fertitta vom designierten Präsidenten Donald Trump zum Botschafter der Vereinigten Staaten in Italien und San Marino ernannt.

## Laufbahn
Fertitta wurde 1957 in Texas als Kind einer sizilianischstämmige Familie geboren. Sein Vater Vic Fertitta besaß ein Fischrestaurant auf Galveston Island, und nach der Schule schälte Tilman im Restaurant seines Vaters Krabben. Fertitta besuchte die Texas Tech University und die University of Houston, wo er Betriebswirtschaft und Hospitality Management studierte, aber nie einen Abschluss machte. Seine ersten unternehmerischen Erfahrungen sammelte er beim Verkauf von Vitamintabletten.
In den 1980er Jahren gründete und leitete Fertitta ein Bau- und Immobilienentwicklungsunternehmen und entwickelte sein erstes Großprojekt, ein Hotel in Galveston. 1986 übernahm Fertitta die Restaurantkette Landry’s Seafood und baute diese zu einem großen Unterhaltungsimperium auf. Landry's Restaurants wurden mit der Zeit durch Casinos, Hotels und Freizeitparks ergänzt. Über seine Holdinggesellschaft kontrolliert er 600 Immobilien in 36 US-Staaten und in über 15 Ländern und beschäftigt mehr als 50.000 Menschen. Landry's wurde 1993 an der Börse gelistet. Im Jahr 2010 erwarb Fertitta, der bereits Mehrheitsaktionär war, alle ausstehenden Aktien des Unternehmens und erlangte damit die alleinige Kontrolle. Am 4. September 2017 wurde verkündet, dass er die Houston Rockets für den NBA-Rekordpreis von 2,2 Milliarden Dollar von Leslie Alexander erwerben wird.
Zwischen 2016 und 2018 war Fertitta der Star einer eigenen Reality-TV-Show mit dem Titel Billion Dollar Buyer, bei dem Kleinunternehmer ihn zu überzeugen versuchten, mit innovativen Konzepten Aufträge von seinen Unternehmen zu ergattern. Am 17. September 2019 veröffentlichte Fertitta ein Buch mit dem Titel Shut Up and Listen! Hard Business Truths That Will Help You Succeed, in dem er seinen Weg zum Erfolg beschreibt und unternehmerische Ratschläge gab.

## Politik
Fertitta steht der republikanischen Partei nahe, auch wenn er Gelder an Kandidaten beider großer amerikanischer Parteien spendete. So war Fertitta ein Unterstützer von Bill Clinton und der Familie Bush. Er spendete auch Geld an den republikanischen texanischen Gouverneur Greg Abbott und verfügt über gute Kontakte in die texanische Politik. Zusammen mit seiner Ehefrau spendete Fertitta 140.000 Dollar an Donald Trump und 5.600 Dollar an Joe Biden während der Präsidentschaftswahl 2020. Aus seiner unternehmerischen Tätigkeit ist Fertitta ein Bekannter von Trump und er lobte dessen Wirtschaftspolitik.
Am 21. Dezember 2024 gab der designierte US-Präsident Donald Trump die Ernennung Fertittas zum US-Botschafter in Italien und San Marino bekannt. Der US-Senat bestätigte Fertittas Ernennung am 29. April 2025 mit 83:14 Stimmen.

## Privatleben
1991 heiratete Fertitta Paige Farwell, mit der er vier Kinder hat, eine Tochter und drei Söhne. Nach seiner Scheidung heiratete Fertitta die Anwältin Lauren Ware aus Houston.